# 瓜馬
10°15′52″N 68°49′10″W / 10.26444°N 68.81944°W
瓜馬（西班牙語：Guama），是委內瑞拉的城鎮，位於該國西部亞拉奎州，是蘇克雷市的首府，面積133平方公里，海拔高度375米，2011年人口18,988，人口密度每平方公里143人。